# Jane Lynch
Jane Marie Lynch (Dolton, Illinois, 1960. július 14. –) Golden Globe- és ötszörös Primetime Emmy-díjas amerikai színésznő, író, énekesnő és humorista.
Ismertebb televíziós szerepei közé tartozik Sue Sylvester a Glee – Sztárok leszünk! című musicalsorozatban. 2004 és 2014 között visszatérő szereplő volt a Két pasi – meg egy kicsi című szituációs komédiában. 2010-ben alakítását Primetime Emmy-díjra jelölték. 2013-tól az NBC Hollywood Game Night című vetélkedőjének házigazdája, mellyel két Primetime Emmy-díjat, illetve további jelöléseket szerzett.
Filmjei közt találhatóak olyan vígjátékok, mint a 40 éves szűz (2005), a Taplógáz: Ricky Bobby legendája (2006), a Példátlan példaképek (2008) és A dilis trió (2012).
Szinkronszínészként számos animációs filmben kölcsönözte hangját, például a Csimpilóták (2008), a Jégkorszak 3. – A dínók hajnala (2009), a Shrek a vége, fuss el véle (2010) és a Rontó Ralph (2012) című filmekben.

## Filmográfia

### Film

#### Színész
| Év   | Magyar cím                          | Eredeti cím                                 | Szerep                            | Magyar hang        |
| ---- | ----------------------------------- | ------------------------------------------- | --------------------------------- | ------------------ |
| 1988 | Egymás bőrében                      | Vice Versa                                  | Ms. Linstrom                      |                    |
| 1993 | A szökevény                         | The Fugitive                                | Dr. Kathy Wahlund                 |                    |
| 1993 | Végzetes ösztön                     | Fatal Instinct                              | börtönriporter                    |                    |
| 1997 | Érints meg!                         | Touch Me                                    | tanácsadó                         |                    |
| 2000 | A nőfaló ufó                        | What Planet Are You From?                   | Doreen                            |                    |
| 2000 |                                     | Red Lipstick                                | tudósító                          |                    |
| 2000 | Nem kutya                           | Best in Show                                | Christy Cummings                  |                    |
| 2002 | Az igazság nevében                  | Collateral Damage                           | Russo ügynök                      |                    |
| 2003 | Egy húron                           | A Mighty Wind                               | Laurie Bohner                     |                    |
| 2003 |                                     | Exposed                                     | Julie Gross                       |                    |
| 2004 |                                     | Surviving Eden                              | Maude Silver                      |                    |
| 2004 | Ottalvós buli                       | Sleepover                                   | Gabby Corky                       | Farkasinszky Edit  |
| 2004 | Aviátor                             | The Aviator                                 | Amelia Earhart (törölt jelenet)   |                    |
| 2005 | 40 éves szűz                        | The 40-Year-Old Virgin                      | Paula                             | Benkő Nóra         |
| 2005 |                                     | Bam Bam and Celeste                         | Darlene                           |                    |
| 2005 | A kaliforniaiak                     | The Californians                            | Sybill Platt                      |                    |
| 2006 | Szédült rohanás                     | Fifty Pills                                 | Doreen                            |                    |
| 2006 | Taplógáz: Ricky Bobby legendája     | Talladega Nights: The Ballad of Ricky Bobby | Lucy Bobby                        | Csere Ágnes        |
| 2006 | Oscar — vágy                        | For Your Consideration                      | Cindy                             |                    |
| 2006 | A delfinek nyelvén                  | Eye of the Dolphin                          | Glinton                           | Andresz Kati       |
| 2007 |                                     | I Do & I Don't                              | Nora Stelmack                     |                    |
| 2007 | Besütizve                           | Smiley Face                                 | castingrendező                    |                    |
| 2007 |                                     | Suffering Man's Charity                     | Ingrid                            |                    |
| 2007 | Alvin és a mókusok                  | Alvin and the Chipmunks                     | Gail                              | Spilák Klára       |
| 2007 |                                     | The Hammer                                  | nő az üzletben                    |                    |
| 2008 |                                     | The Toe Tactic                              | Honey Strumpet                    |                    |
| 2008 |                                     | Adventures of Power                         | Joni                              |                    |
| 2008 | Herceg rózsaszín lovon              | Tru Loved                                   | Ms. Maple                         |                    |
| 2008 | A meztelen dobos                    | The Rocker                                  | Lisa Gadman                       | Spilák Klára       |
| 2008 | Hamupipőke-történet                 | Another Cinderella Story                    | Dominique Blatt                   | Spilák Klára       |
| 2008 | Példátlan példaképek                | Role Models                                 | Gayle Sweeney                     | Spilák Klára       |
| 2008 | Szobalány fiúbőrben                 | Man Maid                                    | Sabena                            |                    |
| 2009 | Vakáció a szigeten                  | Spring Breakdown                            | Kay Bee Hartmann szenátor         |                    |
| 2009 | Sylvia bonyolult élete              | Weather Girl                                | J.D.                              |                    |
| 2009 | Julie és Julia – Két nő, egy recept | Julie & Julia                               | Dorothy Dean Cousins / McWilliams | Andai Györgyi      |
| 2009 | Diploma után                        | Post Grad                                   | Carmella Malby                    | Menszátor Magdolna |
| 2011 | Paul                                | Paul                                        | Pat Stevens                       | Zborovszky Andrea  |
| 2012 | A dilis trió                        | The Three Stooges                           | apácafőnöknő                      |                    |
| 2013 | Délután is jó!                      | Afternoon Delight                           | Dr. Lenore                        |                    |
| 2013 | Elvált Szülők Felnőtt Gyermekei     | A.C.O.D.                                    | Dr. Judith                        | Spilák Klára       |
| 2016 | A valóságshow után                  | After the Reality                           | doktor                            | Spilák Klára       |
| 2016 |                                     | Mascots                                     | Gabby Monkhouse                   |                    |
| 2016 |                                     | The Late Bloomer                            | Caroline Chambers                 |                    |

#### Szinkronszínész
| Év   | Magyar cím                      | Eredeti cím                         | Szinkronszerep               | Magyar hang   |
| ---- | ------------------------------- | ----------------------------------- | ---------------------------- | ------------- |
| 1992 | Egyenes beszéd                  | Straight Talk                       | Gladys                       |               |
| 2008 | Csimpilóták                     | Space Chimps                        | Dr. Poole                    | Gerbert Judit |
| 2009 | Jégkorszak 3. – A dínók hajnala | Ice Age: Dawn of the Dinosaurs      | Gastornis mama               |               |
| 2010 | Shrek a vége, fuss el véle      | Shrek Forever After                 | Gretchen                     | Némedi Mari   |
| 2010 | Csimpilóták 2.                  | Space Chimps 2: Zartog Strikes Back | Dr. Poole                    |               |
| 2011 | Rio                             | Rio                                 | Alice                        |               |
| 2012 | Rontó Ralph                     | Wreck-It Ralph                      | Tamora Jean Calhoun őrmester | Pikali Gerda  |
| 2012 | Dínó kaland                     | Dino Time                           | Sue Fitzpatrick              | Pokorny Lia   |
| 2013 | A szörny mentőakció             | Escape from Planet Earth            | Io                           | Kiss Eszter   |
| 2014 |                                 | Birds of Paradise                   | Rosie                        |               |
| 2017 | Ricsi, a gólya                  | A Stork's Journey                   | Olga                         |               |
| 2018 | Ralph lezúzza a netet           | Ralph Breaks the Internet           | Tamora Jean Calhoun őrmester | Pikali Gerda  |

#### Rövidfilmek
- Color Me Gay (2000) – igazgató
- Martini (2001) – Dr. Jane
- Nice Guys Finish Last (2001) – anya
- Hiding in Walls (2002) – Diane Moffet
- Little Black Boot (2004) – Grace
- Memoirs of an Evil Stepmother (2004) – Blanche Monroe
- Promtroversy (2005) – Mimi Nimby
- The Frank Anderson (2006) – Dr. Emily Brice
- Holly Hobbie és barátai: Holly Hobbie karácsonyi kívánsága (2006) – Joan Hobbie / Minnie (hangja)
- Holly Hobbie és barátai: Igaz barátok mindörökké (2007) – Joan Hobbie / Minnie (hangja)
- Love Is Love (2007) – Greeley tiszteletes
- Big Breaks (2009) – M.J.
- A kis krumpli (2011) – Neptuna (magyar hangja: Menszátor Magdolna)

## Fordítás
- Ez a szócikk részben vagy egészben  a   Jane Lynch című angol Wikipédia-szócikk fordításán alapul.  Az eredeti cikk szerkesztőit annak laptörténete sorolja fel. Ez a jelzés csupán a megfogalmazás eredetét és a szerzői jogokat jelzi, nem szolgál a cikkben szereplő információk forrásmegjelöléseként.